# Август Гауль
Георг Август Гауль (нім. Georg August Gaul; 22 жовтня 1869, Гроссхайм, нині район Ханау, Гессен — 18 жовтня 1921, Берлін, Німеччина) — німецький скульптор-анімаліст.

## Біографія
Син муляра Філіпа Гауля (1840—1910), Август Гауль з 13 років почав навчатися у художній школі в Ханау. Потім упродовж двох років працював на фабриці з виготовлення срібних виробів. У 1888 році він за допомогою свого вчителя Вайса був спрямований на навчання до Берліна. Продовжуючи вчитися у майстерні скульптора Олександра Каландреллі став завсідником Музею прикладних мистецтв. Там він отримав абонемент для відвідування Берлінського зоопарку і захопився вивченням екзотичних тварин, цілими днями роблячи замальовки з натури.
З 1894 по 1898 роки Гауль працював у майстерні відомого берлінського скульптора Рейнгольда Бегаса і брав участь в обговоренні спорудження монумента кайзеру Вільгельму I біля Міського палацу. У 1897 році був направлений у поїздку Італією.
У 1898 році Гауль став одним із засновників Берлінського сесіїну, до якого увійшли такі художники, як Макс Ліберман та Вальтер Лейстіков.
У 1900 році Август Гауль одружився на Кларі Хертель (1874—1940). У них народилися дві дочки (Катаріна та Шарлотта) та син Карл Петер.
У 1912 році створив скульптурну композицію «Зубри, що борються», яка була передана Кенігсбергу і встановлена перед будівлею Верховного суду Східної Пруссії, символізуючи боротьбу захисту та звинувачення. Одна з небагатьох, що збереглася в місті після Другої світової війни, скульптура і сьогодні прикрашає Калінінград.
А.Гауль співпрацював із відомим берлінським видавцем і торговцем витворами мистецтва Паулем Касірером. Серед його близьких друзів були Генріх Цілле та Ернст Барлах.
Гауль відмовився від обрання сенатором Берлінської академії мистецтв, вважаючи, що може успішно займатися мистецтвом і без офіційного статусу.
Ряд його творів перебувають у рідному Ханау (на Рохусплаці перед школою біля фонтана Гауля). Бронзова скульптура орла його роботи встановлена на вершині гори в гірському масиві Рен. Перед берлінським Ренесанс-театром у 1911 році було встановлено його фонтан із качками.
Август Гауль помер у Берліні у 1921 році від раку та був похований на Далемському цвинтарі.

## Скульптури

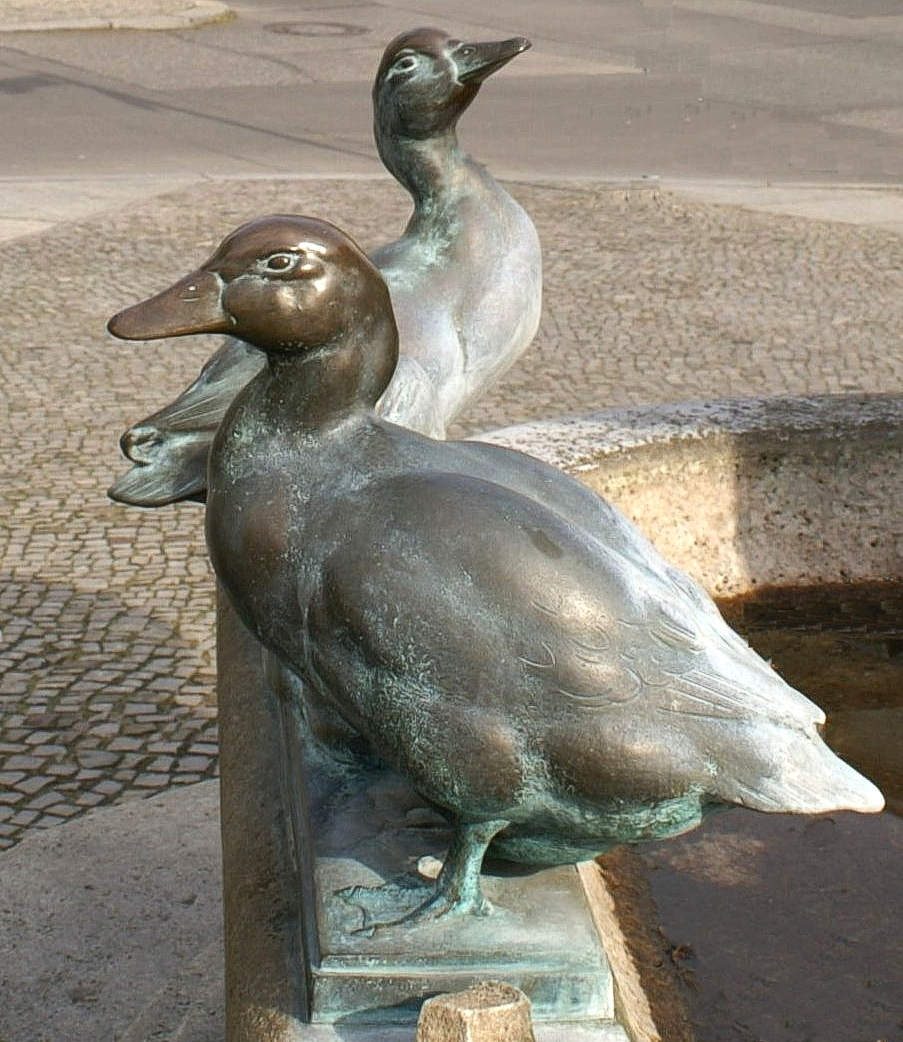
Перед будівлею театру Відродження, Берлін
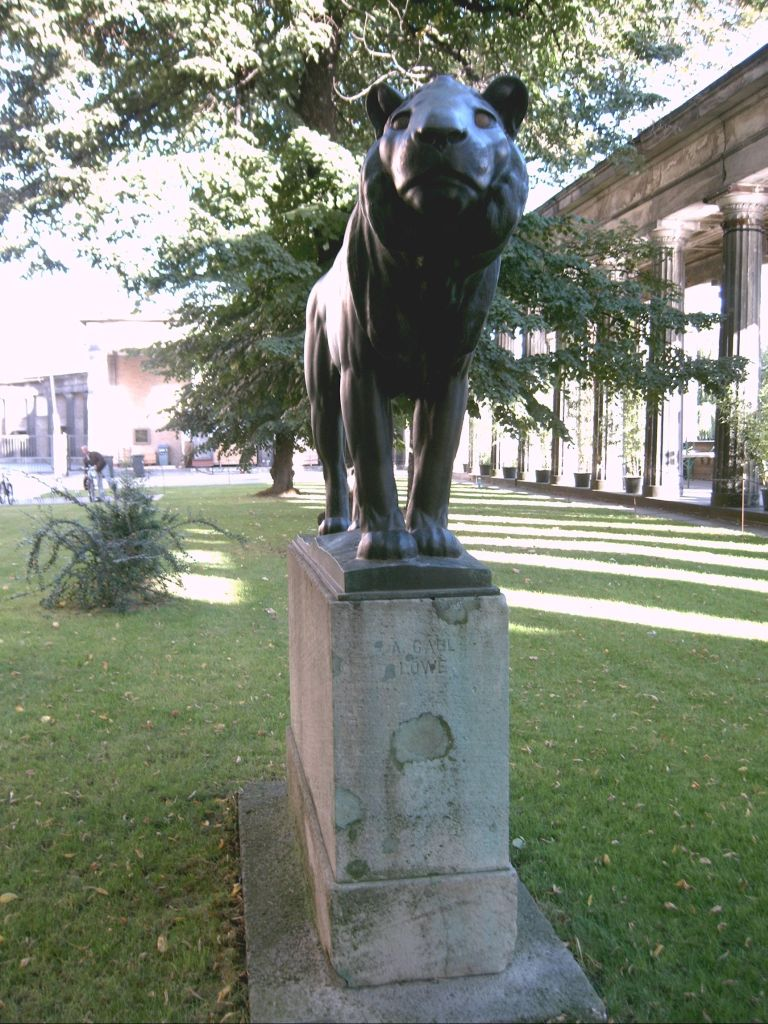
Стара національна галерея, Берлін
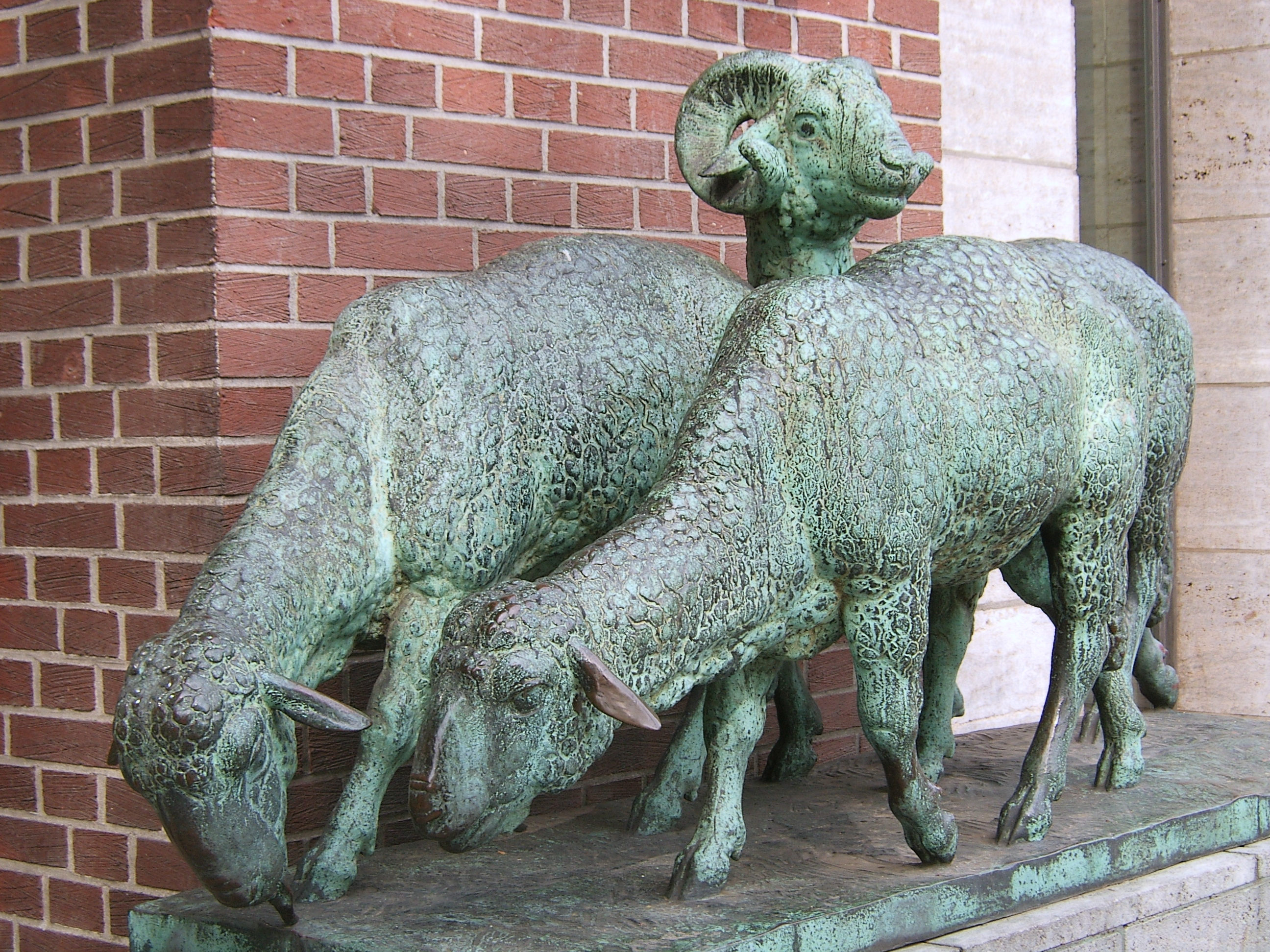
Klöpperhaus, Гамбург
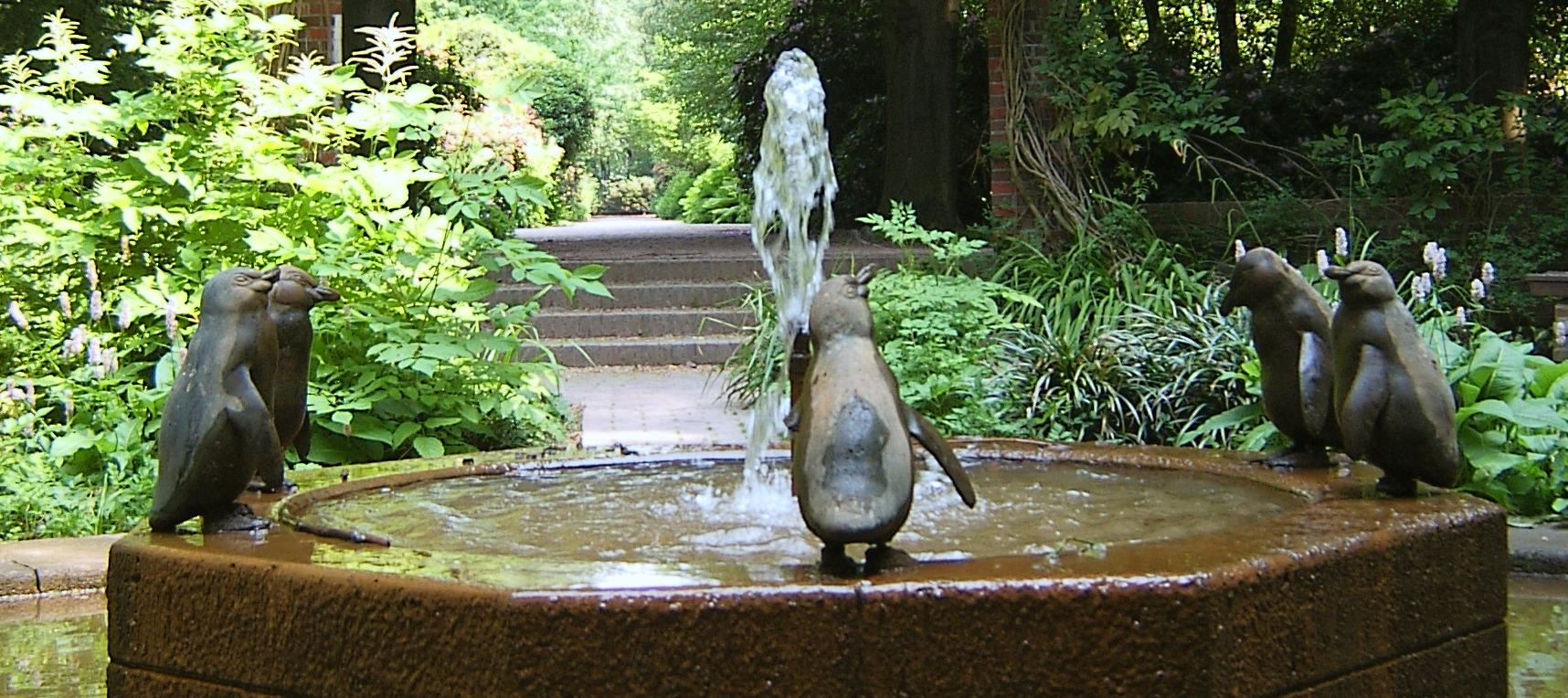
Міський парк Гамбурга
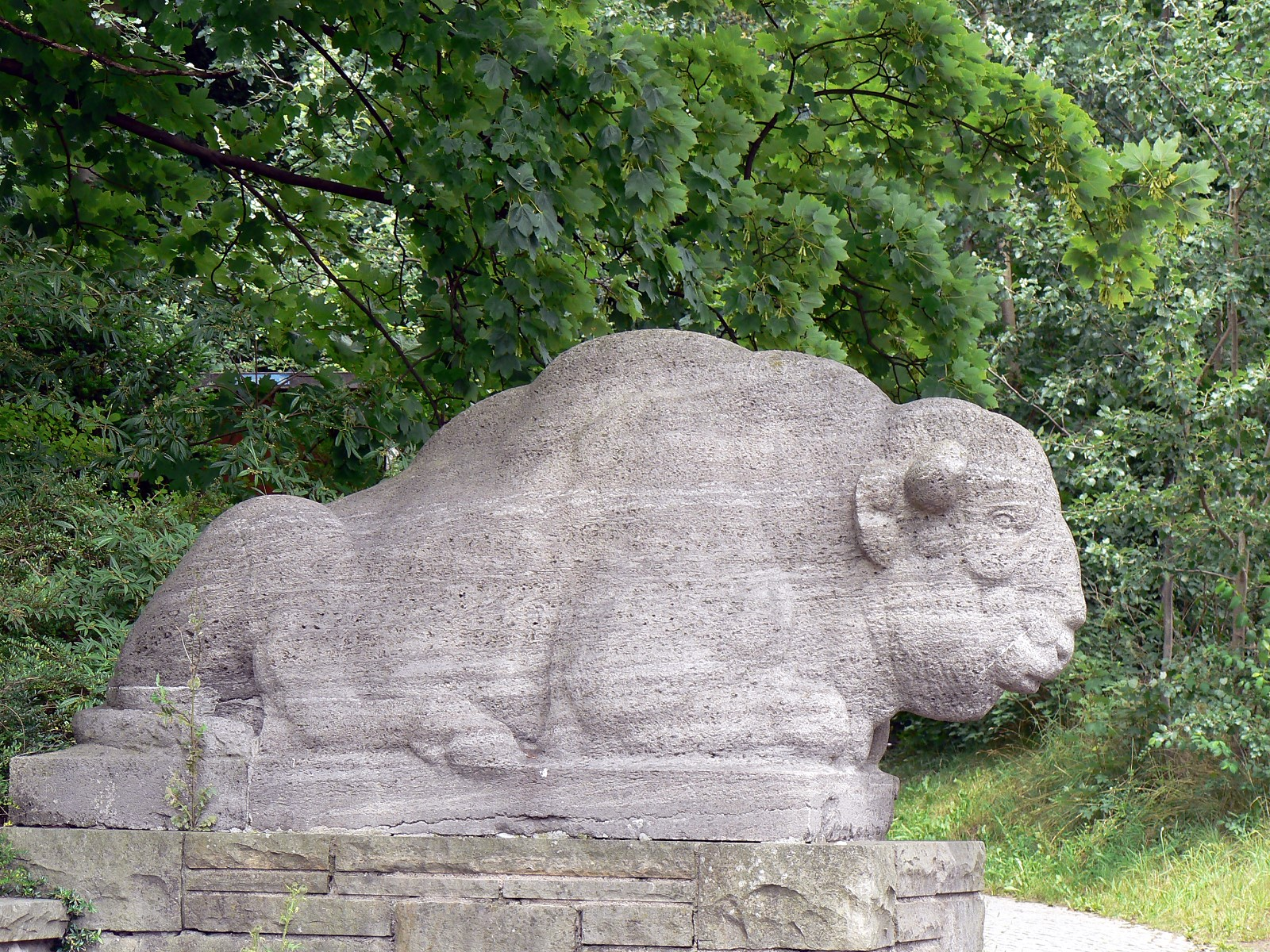
Музей мистецтв, Кіль
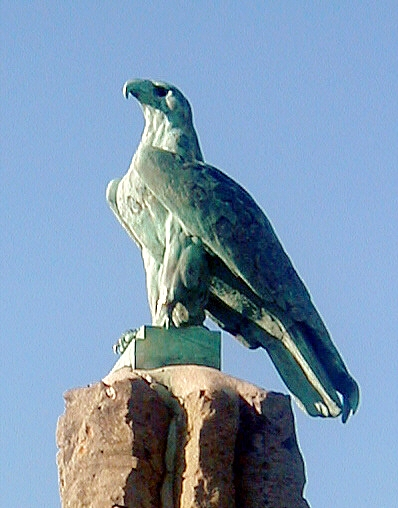
Скульптура орла на пам'ятнику льотчикам на горі Вассеркуппе